# Gold Coast Titans
I Gold Coast Titans sono una squadra professionistica di rugby a 13, con sede a Gold Coast, Queensland, Australia. Il club gioca nella National Rugby League (NRL), la competizione australiana d'élite di rugby a 13. È l'ultimo dei sedici club del campionato, avendo iniziato la sua stagione inaugurale il 18 marzo 2007. Dal 2008, i Titans hanno giocato le partite casalinghe al Cbus Super Stadium di Robina, nel Queensland.
I Titans sono il secondo club di rugby a 13 di alto livello proveniente dalla Gold Coast, dopo la sfortunata parentesi dei Gold Coast-Tweed Giants / Gold Coast Seagulls / Gold Coast Chargers, esistenti dal 1988 fino al 1998.

## Storia

### Formazione
Il tentativo di una squadra della Gold Coast di tornare nella National Rugby League ebbe inizio quando l' Australian Rugby League decise di rimuovere i Gold Coast Chargers, squadra che ebbe un successo finanziario, dalla National Rugby League alla fine della stagione 1998. L'ARL voleva avere una seconda grande squadra con sede a Brisbane, credendo che il modo migliore per raggiungere questo obiettivo fosse quello di eliminare la squadra della Gold Coast dalla competizione. Il tentativo di lanciare una seconda squadra di Brisbane fallì e nel 1999 Michael Searle, ex giocatore dei Gold Coast Chargers e amministratore delegato dell'International Sports Australia, formò un team per la candidatura di Gold Coast, che comprendeva l'ex allenatore dei Chargers Paul Broughton ed è stato soprannominato dai media "Il consorzio della Gold Coast". Il consiglio è stato costantemente attivo nel fare pressione sulla NRL affinché ampliasse la competizione e prendesse in considerazione la candidatura della Gold Coast per l'inclusione. Riuscì a organizzare partite di prova pre-stagionali della NRL da svolgersi sulla Gold Coast e, con una media di oltre 16.000 spettatori e pubblico massimo di oltre 20.000, la popolarità del rugby a 13 nella Gold Coast era evidente.
```
Il 21 dicembre 2003, Phil Gould affermò:
```

"Io fermamente credo che il rugby a 13 dovrebbe cercare di espandersi. L'area della Gold Coast sta crescendo ad un tasso fenomenale. Ci sono 89 squadre di rugby a 13 nelle scuole elementari della Gold Coast e 59 squadre nei college della Gold Coast che rappresentano circa 2300 giovani giocatori. Questi sono solo studenti.
Se l'area target include la regione dal sud di Brisbane a Byron Bay nel nord del Nuovo Galles Del Sud, dunque essa copre una regione centrale del rugby a 13 che è affamata di riconoscimento. Queste aree solo fiorirebbero ancora di più se i giovani giocatori avessero una squadra maggiore nella National Rugby League a cui potrebbero aspirare. Il sudest del Queensland ha bisogno disperatamente di un'altra squadra della NRL e per un'intera gamma di ragioni."
Nell'agosto 2004, la NRL rifiutò la proposta di Michael Searle di aggiungere nuovamente una squadra della Gold Coast.  Tuttavia, in seguito, durante una puntata del programma The NRL Footy Show di Nine Network, il "consorzio della Gold Coast" annunciò al pubblico il nome della propria squadra e la maglia dal Gold Coast Convention and Exhibition Centre . Inizialmente la squadra avrebbe dovuto chiamarsi Gold Coast Dolphins e i colori sociali sarebbero stati il bianco, il giallo e l'arancione. Sebbene il soprannome Dolphins fosse popolare tra molti, la squadra di punta della Brisbane Queensland Cup, i Redcliffe Dolphins, lo consideravano una minaccia per qualsiasi proposito di ingresso nella NRL e, di conseguenza, minacciarono gravi azioni legali se la squadra della Gold Coast avesse utilizzato il nome Dolphins. A metà di quell'anno la National Rugby League annunciò che, dopo aver esaminato le candidature dei Gold Coast Dolphins, dei Central Coast Bears e dei Wellington Orcas, non ci sarebbe stata una sedicesima squadra inclusa per la stagione 2006 della NRL. Le motivazioni addotte per la scelta della Gold Coast erano le preoccupazioni della National Rugby League sulla qualità e la capienza del loro stadio di casa, il Carrara Stadium, che è di forma ovale (tipica degli stadi per la pratica del football australiano) e può ospitare solo 16.000 persone (anche se è noto che dopo una piccola ristrutturazione ne può ospitare fino a 23.000).
Nonostante la loro offerta fosse stata respinta, nel 2005 il consorzio continuò a insistere per ottenere una squadra dalla Gold Coast, spostando l'anno di debutto al 2007. Gold Coast ha ricevuto un'enorme spinta quando il governo del Queensland ha annunciato che avrebbe investito 100 milioni di dollari australiani per un nuovo stadio rettangolare da 25.000 posti a Robina per la squadra del Gold Coast, qualora fosse stata ammessa alla competizione del 2007. Lo stadio non sarebbe stato completato entro l'inizio del 2008, ma la promessa di una nuova struttura di prima classe fu abbastanza per far sì che la NRL accettasse l'offerta della Gold Coast e il 27 maggio 2005, l'amministratore delegato della NRL David Gallop annunciò che la franchigia della Gold Coast sarebbe stata la 16a squadra nella stagione 2007 della NRL.
Nel periodo trascorso dall'ammissione della Gold Coast, i Titans hanno completato una vigorosa campagna di reclutamento, hanno annunciato la firma dell'allenatore in seconda dei Sydney Roosters John Cartwright come primo capo allenatore dei Titans, firmando con successo dei contratti con giocatori affermati come il vincitore della Dally M Medal Preston Campbell, il giocatore della squadra rappresentativa del Queensland e della nazionale australiana Scott Prince, il rappresentante del Nuovo Galles del Sud e dell'Australia Luke Bailey e l'ex giocatore di rugby a 13 Mat Rogers di ritorno dal rugby a 15.